# Petr Šedivý (sochař)
Petr Šedivý (* 19. říjen 1948, Praha) je český sochař a pedagog.

## Biografie
Petr Šedivý se narodil 19. října 1948 v Praze. Vyučil se soustružníkem a po složení talentových zkoušek na Akademii výtvarných umění v Praze (AVU) byl pro nesporný talent přijat bez maturity, což mu bylo na základě dispenzu prominuto rektorem AVU Františkem Jiroudkem. Vystudoval u prof. Karla Lidického a prof. Miloše Axmana v roce 1976. Po studiu na AVU nastoupil jako odborný asistent v ateliéru sochy u profesora Jiřího Bradáčka. Po Bradáčkově smrti v roce 1984 pokračoval na AVU v pedagogické činnosti jako asistent sochaře Miloše Axmana. Koncem 80. let se účastnil řady významných výstav, které spoluvytvářeli kulturní předvoj tehdejší rychlé transformace, která přišla v následujících letech. Konkrétně můžeme jmenovat Sochařské setkání ve Vojanových sadech (1986), Město, sochy, film v Galerii Jaroslava Fragnera (1988) a Salón pražských výtvarných umělců '88 v Bruselském pavilonu. V roce 1988 dostal za svou výtvarnou činnost od česko-americké vzdělávací organizace Fulbright stipendium na roční studijní pobyt v USA. V Americe působil na State University of New York v Buffalu, kde se zabýval dekonstruktivistickými kompozicemi a zúčastňoval se výstav. Po návratu do Československa mu v roce 1990 byla na této univerzitě v ateliéru sochy nabídnuta pozice profesora na zkrácený úvazek (part-time professor), kterou přijal. Autor dnes žije a pracuje v Praze v Bohnicích a zabývá se především ilustrací a drobnou plastikou.

## Dílo

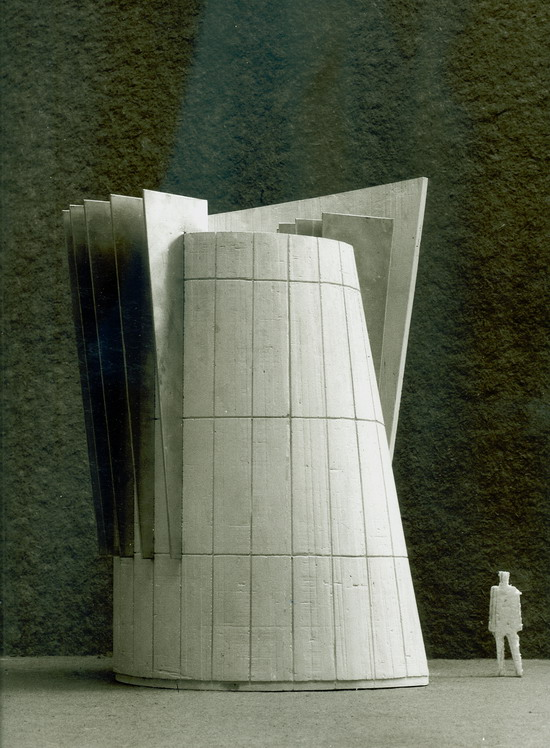
Petr Šedivý, Výduch z metra (model), 1981, Náměstí Jiřího z Poděbrad, Vinohrady, Praha 2

Petr Šedivý už za studií tíhnul k výtvarným dílům do architektury a v době po studiích vytvořil pro veřejný prostor a architekturu, především pro stavbu pražského metra, hned několik děl. Nejodvážnější autorova realizace je fontána a průduch metra na náměstí Jiřího z Poděbrad, kterou vytvořil ve spolupráci s architektkami stejnojmenné stanice metra Beryl Schütznerovou-Filsakovou a Annou Hübschmannovou. Obě díla navrhl v roce 1978, kdy bylo autorovi 30 let a měl dva roky po absolvování vysoké školy. Ventilační komín je rozkročen na hraně architektury a objektu – abstraktní sochy. Dílo bylo podobně jako celá rodina komínů pražského metra několikrát inspirací pro současnou generaci výtvarných umělců jakými jsou například Epos 257, malíř a streetartista Pavel Šebka, grafik Jan Šrámek a konceptuální umělec Vladimír Turner. Rovněž je dílo hojně vyzdvihováno například v publikaci Jana Charváta věnované pražským komínům metra Nádech, výdech (2017).

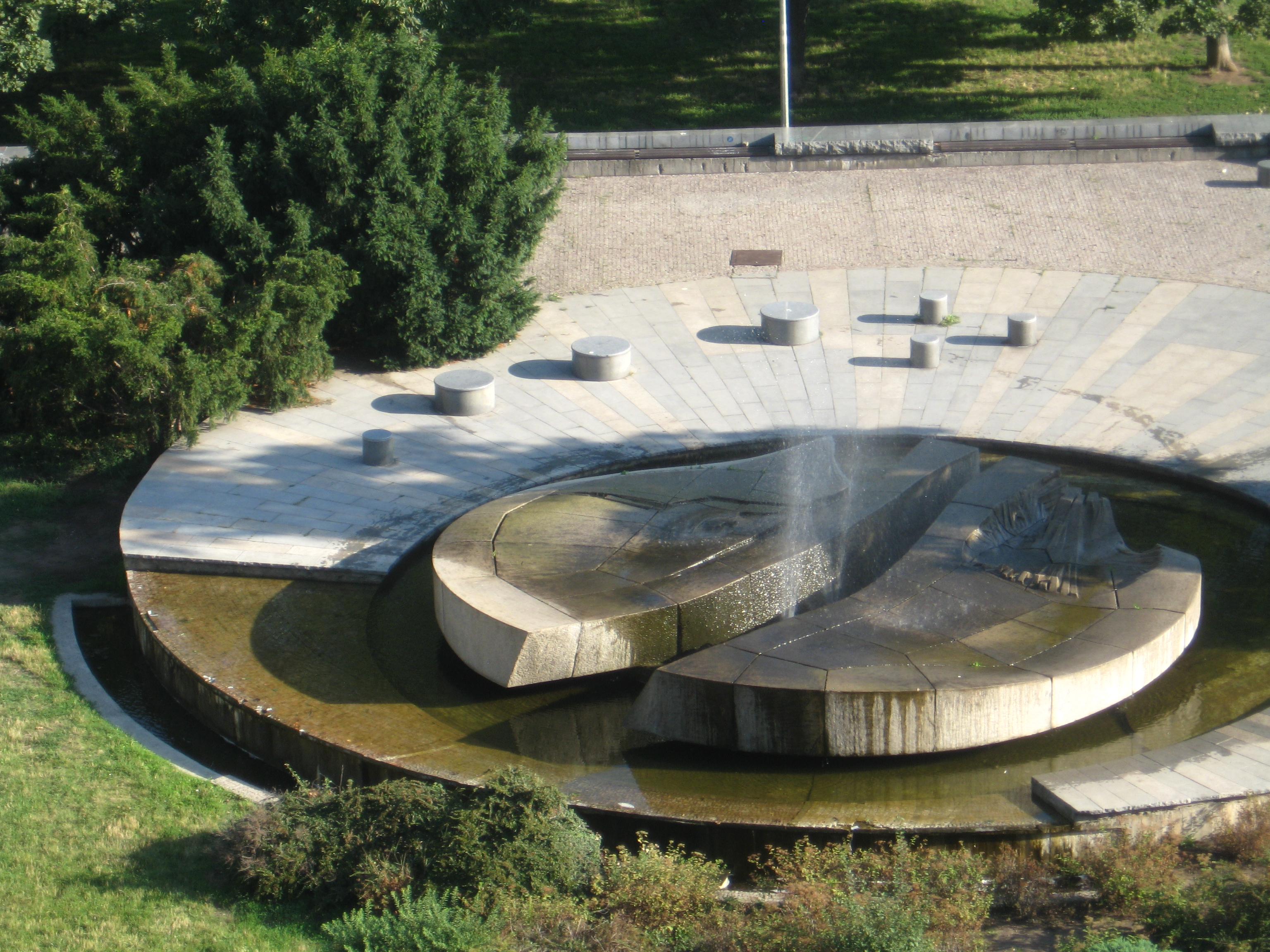
Snímek fontány z roku 2019

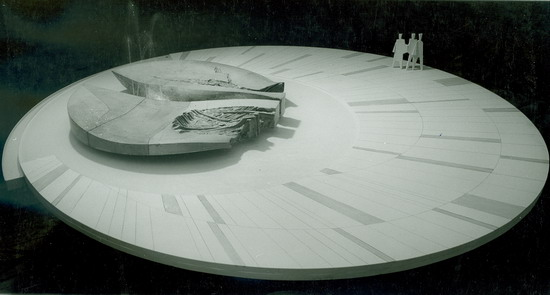
Petr Šedivý, Sjednocená Evropa (model), 1979, Náměstí Jiřího z Poděbrad, Praha 2, osazeno 1981

Jeho nejslavnějším dílem je již zmíněná fontána Sjednocená Evropa z roku 1981 vzniklá právě v rámci stavby pražského metra na náměstí Jiřího z Poděbrad. Autor se inspiroval projektem všeobecné mírové organizace (tzv. Smlouvy o nastolení míru v celém křesťanstvu), kterou tento český král inicioval. Téma odpovídalo tehdejšímu zadání libreta pro výzdobu nově vznikající stanice metra (tj. „Jiří z Poděbrad – český král“), ke kterému ovšem oproti dobové zvyklosti (viz stanice metra Želivského) přistoupil zcela abstraktním jazykem. Dílo vytváří žulový disk na betonovém základně. Divoce a drsně modelovaný povrch disku odkazuje k obsahu díla. Je symbolem politických, náboženských ideologických rozporů a střetů. Kotouč je v prostředku modelací přelomen stejně jako byl rozdělena společnost v Evropě v době náboženských válek, a i v době studené války, kdy dílo vzniklo. Plocha disku může ironicky odkazovat ke středověkému světonázoru, stejně jako přepadávající kaskády do vodní hladiny naznačují naději na konečné ideové smíření. Svým tvaroslovím je jedinečnou ukázkou objektu sochy na pomezí architektury pracující s dobovou brutalistní estetikou. Dílo bylo hojně publikováno, a to dokonce v americkém profesním časopise Architecture v roce 1982.
V roce 1989 uspěl v soutěži se svým návrhem pítek pro výstupu stanice metra Křižíkova dohromady s uznávaným sklářským umělcem Václavem Ciglerem, který pro vestibul stanice navrhl světelné objekty. Šedivého žulová pítka v tvarosloví radikální geometrické abstrakce byla realizována roku 1988, ale odstraněna byla bez vědomí a souhlasu autora po povodních roku 2002 stejně jako Ciglerovy skleněné objekty.

## Zastoupení ve sbírkách
- Galerie hlavního města Prahy
- Národní galerie Praha
- Severočeská galerie výtvarného umění v Litoměřicích